# Istra - Martinčići
Istra - Martinčići este o arie protejată (sit de importanță comunitară — SCI) din Croația întinsă pe o suprafață de 23,99 ha, integral pe uscat.

## Localizare
Centrul sitului Istra - Martinčići este situat la coordonatele 45°23′31″N 13°43′39″E / 45.391969°N 13.727438°E.

## Înființare
Situl Istra - Martinčići a fost declarat sit de importanță comunitară în iulie 2013 pentru a proteja 1 specie de plante.

## Biodiversitate
Situată în ecoregiunea mediteraneană, aria protejată nu include niciun habitat protejat.
La baza desemnării sitului se află o specie protejată de  plante: Himantoglossum adriaticum.